# Одесский городской совет
Одесский горсовет (укр. Одеська міськрада, Старая Биржа) — здание Одесского городского совета на Думской площади (Приморский бульвар). Яркий памятник архитектуры классицизма.

## Здание Старой биржи
Здание одесской биржи было заложено 23 мая 1829 года. Строительство было приостановлено в июне 1829 года в связи с объявленным карантином из-за эпидемии чумы. Карантин был снят в декабре 1829 года Возводилось сооружение по проекту Франца Боффо и Грегорио Торричелли. Окончание строительства планировалось в 1834 году, но из-за проблем в исправлении надостатков, строительство затянулось до 1837 года

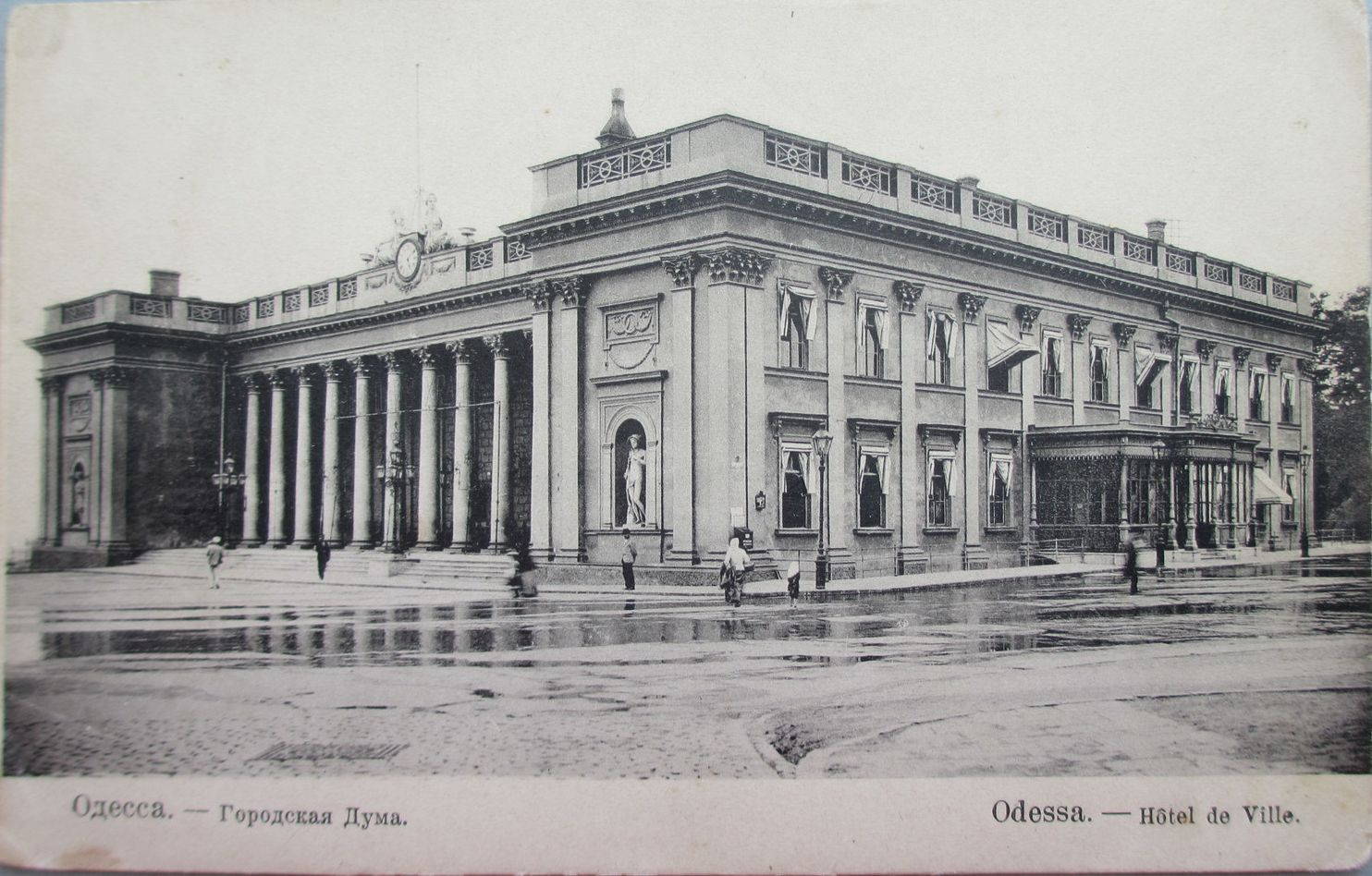
Городская Дума на почтовой открытке начала XX века

Первоначально фасад здания украшали два ряда колонн, за которыми находился открытый дворик. Чтобы увеличить площадь для биржевых сделок, в 1871—73 годы здание биржи было перестроено. Перепланировка проводилась под руководством архитектора Ф. И. Моранди. Второй ряд колонн был заменён стеной с парадным входом. Перекрытый и перестроенный внутренний дворик получил название Белый зал. Слева и справа от колонн, в нишах, установлены скульптуры Меркурия и Цереры, выполненные одесским скульптором Луиджи Иорини.
Над входом в установлены часы, изготовленные английской фирмой «Смит и сыновья» в 1868 году. Над часами расположены две женские фигуры — День и Ночь, которые символизируют вечность времени.
В 1899 году биржа была перемещена в новое здание (теперь здание Одесской государственной филармонии). В здании биржи расположилась городская Дума.
Перед зданием находится памятник русскому поэту Александру Пушкину, прожившему в Одессе тринадцать месяцев.
Каждые полчаса куранты на часах над входом играют гимн Одессы — мелодию «Одесса, мой город родной» (ту же самую мелодию, которая используется в качестве приветствия приходящих поездов на железнодорожном вокзале). Эта мелодия из оперетты «Белая акация» советского композитора Исаака Дунаевского.

## История

### Председатели Одесского городского совета
| # | Портрет | Имя                                     | Срок                          | Характеристика |
| - | ------- | --------------------------------------- | ----------------------------- | --- |
|   |         |                                         |                               | |
| 1 |         | Валентин Симоненко (род. 1940)          | январь 1991 — 24 марта 1992   | |
| 2 |         | Леонид Чернега (род. 1944)              | 24 марта 1992 — июль 1994     | |
|   |         |                                         |                               | |
| 3 |         | Эдуард Гурвиц (род. 1948)               | июль 1994 — 26 мая 1998       | В год 200-летия Одессы постановлением горсовета большинству улиц центральной части города были возвращены дореволюционные исторические названия. Общественный транспорт был бесплатным для всех слоёв населения. |
| - |         | Николай Белоблоцкий (род. 1943) (и. о.) | 26 мая 1998 — август 1998     | Вице-премьер-министр Украины. Временно исполняющий обязанности городского головы. Назначен Указом Президента Украины Л. Кучмы в период избирательного кризиса в Одессе. |
| 4 |         | Руслан Боделан (род. 1942)              | август 1998 — 5 апреля 2005   | |
| 5 |         | Эдуард Гурвиц (род. 1948) (Второй раз)  | 5 апреля 2005 — 6 ноября 2010 | Обширно ремонтировались дороги после зимы 2009—2010 года, было куплено для города 20 новых троллейбусов (российского производства). |
| 6 |         | Алексей Костусев (род. 1954)            | 6 ноября 2010 — 4 ноября 2013 | В 2010 году городским советом была принята «Программа сохранения и развития русского языка» (805 тыс. грн.), которая предусматривает возможность документооборота русском языке, перевод на русский язык фильмов в кинопрокате, средствах массовой информации и сферу образования. За время пребывания на посту в городе были установлены памятники русскому полководцу Александру Суворову, российскому военному Федору Радецкому, советском певцу Владимиру Высоцкому и восстановлен памятник российскому императору Александру II. 31 января 2011 года на сессии Одесского городского совета при принятии решения о недопустимости героизации Бандеры и Шухевича. 12 октября 2011 году был расторгнут договор на аренду помещения между собственником (Одесским областным советом) и одесским отделением Всеукраинского общества «Просвита», передано областной власти ещё летом 2010 года, за которое «Просвита» платила городу арендную плату в 1 гривну в месяц. «Просвита» была выселена с помощью судебных приставов. |
| - |         | Олег Брындак (род. 1973) (и. о.)        | 4 ноября 2013 — 27 мая 2014   | Секретарь Одесского городского совета с 6 ноября 2010 года. Временно исполняющий обязанности городского головы с 4 ноября 2013 до избрания нового городского головы. |
| 7 |         | Геннадий Труханов (род. 1965)           | С 27 мая 2014 года            | С 2006 по 2012 депутат Одесского городского совета, а с 2012 — народный депутат Украины. |